# Jardín Botánico de Gondremer
El Jardín Botánico de Gondremer (en francés: Jardin botanique de Gondremer) es un jardín botánico francés de titularidad privada que se encuentra a varios kilómetros al este de Autrey y Housseras, en el departamento de Vosgos.
El jardín botánico tiene el reconocimiento de "Collection National" por el Conservatorio de colecciones vegetales especializadas (CCVS) por sus colecciones nacionales de rhododendron y azaleas, kalmia, Calluna, y aceres japoneses. 
También está catalogado como «Jardin Remarquable» ( jardín notable ) por el "Ministerio de Cultura de Francia" en el 2005.
Se abre al público en los períodos específicos convenientes para las colecciones; se cobra una tarifa de entrada.

## Historia
El jardín fue iniciado por Michel y Gisèle Madre en 1974 en un emplazamiento de un valle pantanoso y silvestre, con las charcas creadas para el drenaje, las plantaciones iniciales comenzaron entre 1974 y 1975. 
Entre 1975 y 1990, fueron introducidas casi 2000 plantas, principalmente rhododendron, azaleas, y  otras Ericaceae.
En 1990 el jardín fue ampliado con un área adyacente del bosque con la adición de una senda botánica de 1  kilómetro de largo. 
En 1998 sus colecciones rhododendron, azaleas, kalmia, Calluna, y arces japoneses fueron reconocidas como colecciones nacionales por el Conservatoire Français des Collections Végétales Spécialisées (CCVS).

## Colecciones
Actualmente el jardín se divide en un área botánica, en el este, y un área naturalista en el oeste.

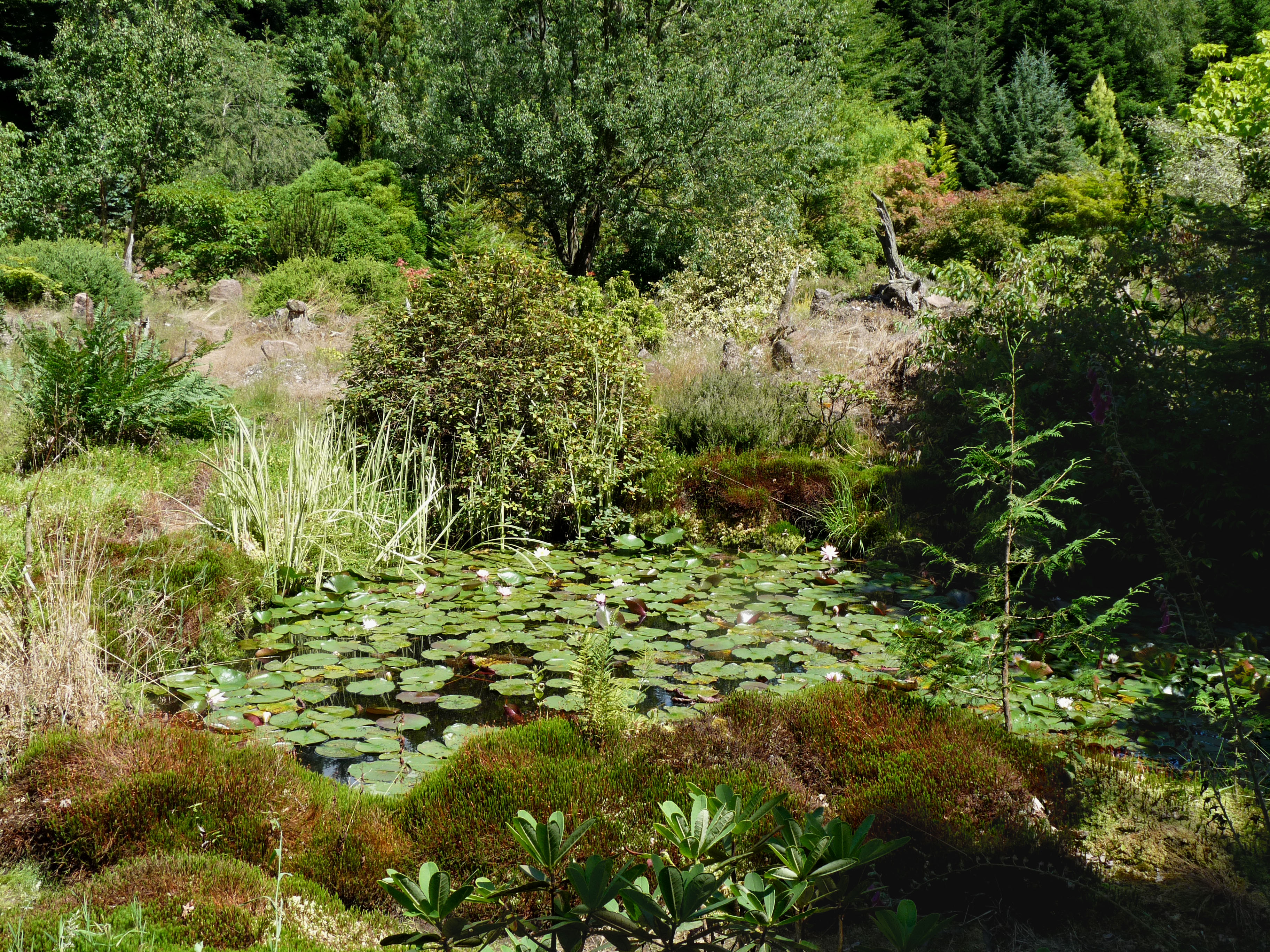
Charca en el Jardín Botánico de Gondremer.

Alberga unos 4000 taxones de plantas, de los cuales:
- Colección de Rhododendron con 650 especies, y  450 híbridos,
- Azaleas, 500 híbridos,
- Callunas, con 80,
- Erica, con 80,
- Kalmia, con 40,
- Pieris, con 35,
- Vaccinium, con 25,
- Cassiope, con 20,
- Leucothoe, con 20,
- Andromeda, con 15,
- Phyllodoce, con 15,
- Ledum, con 10,
- Menziesia, con 6.
- Arboreto, con cerca de 160 variedades de árboles de arce incluyendo 130 cultivares de Acer japonicum y Acer palmatum, 270 tipos de coníferas, y 750 variedades más de otros árboles y arbustos.[1]
- Colección de vides, con 50 tipos de vides,
- Colección de plantas herbáceas, con 800 variedades de plantas herbáceas .